# 圣克卢
圣克卢（法語：Saint-Cloud，法語發音：[sɛ̃ klu] ⓘ），法国中北部城市，法兰西岛大区上塞纳省的一个市镇，隶属于楠泰尔区，其市镇面积为7.56平方公里，2022年1月1日时人口数量为29,859人，在法国城市中排名第276位。
圣克卢位于上塞纳省中部，塞纳河左岸，距离巴黎市政厅大约12公里。圣克卢曾为奥尔良家族的一处封地，因其境内的同名国家公园而闻名，近代逐渐发展成为巴黎西部的一个近郊卫星城，通过大区列车L线及多条公交线路连接巴黎市区。

## 地名来源
“圣克卢”一名最初于公元811年以拉丁语“Sanctus Clhodoaldus”的形式被记载，该名称来源于圣克劳德，后者是法兰克国王克洛维一世的一名孙子，因其曾任该地修道院院长而得名。在此之前，圣克卢所处区域曾名为“Noviocentum”，意为“新开辟的土地”，该名称可能源自其所在区域为由商人的军事要塞巴黎郊外所建的贸易点。

## 历史

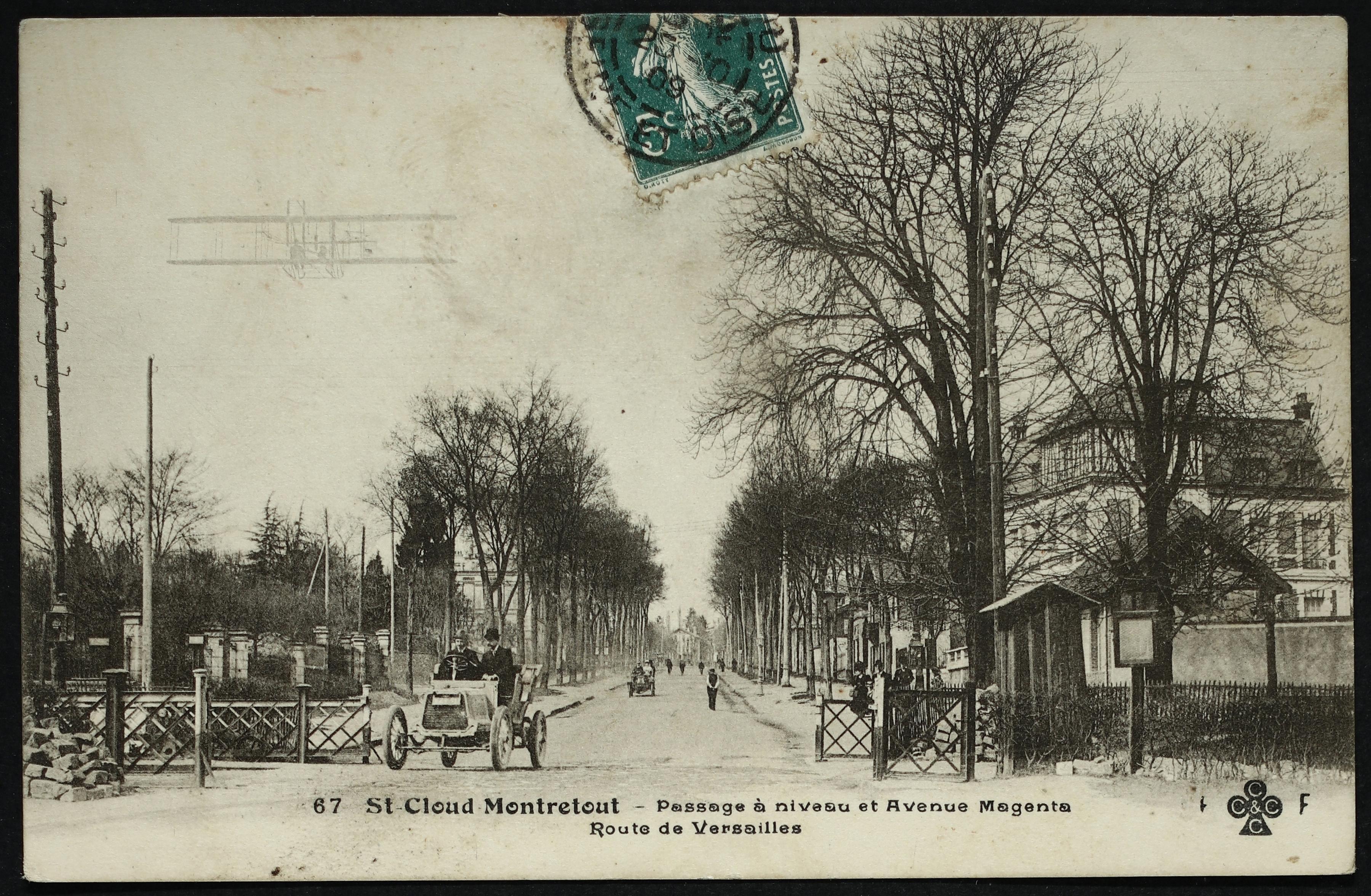
19世纪末圣克卢的一条主干道

圣克卢始建于中世纪初，彼时圣克劳德在此修建纪念图尔的马丁的修道院，其部分残垣保存至今。中世纪中期，圣克卢长期为塞纳河左岸的一处普通村落，公元九世纪时维京人曾一度沿塞纳河逆流而上占领了此地。12世纪初，一座横跨塞纳河的桥梁建成。英法百年战争期间，该桥梁以及圣克卢境内的多处建筑被烧毁。1556年，法兰西国王亨利二世决定重建圣克卢桥，其管理财政的大臣热罗姆（Jérôme de Gondi）将当地领主庄园买下，并扩建成为聖克盧城堡。1589年，亨利三世在圣克卢被道明会战士雅克·克莱芒刺杀，雅克被亨利三世的侍从制服并当场处死，而亨利三世则于次日因伤重不治而身亡。17世纪时，圣克卢成为连接巴黎和凡尔赛之间的重要通道，当地聚集了大量贵族。圣克卢城堡被路易十四买下，转给了其弟弟奥尔良公爵菲利普一世，圣克卢成为了奥尔良家族庶支的主要封地。法国大革命后，圣克卢成为塞纳省的一个市镇。1799年11月，拿破仑一世在圣克卢发动雾月政变。途径圣克卢的铁路线于1839年建成。普法战争期间，普鲁士军队占领圣克卢并烧毁了其城堡，其废墟于1892年被推平，改建为城市绿地公园。自20世纪初以来，随着巴黎的城市扩张，圣克卢成为巴黎近郊的一个卫星城，当地人口数量快速增加，圣克卢火车站也成为了一个重要的铁路通勤车站。此外，圣克卢境内亦形成了工业及办公区，其中达索是当地的代表性企业。1968年，圣克卢被划入新成立的上塞纳省。国际刑警组织总部于1966年由巴黎市区搬迁至圣克卢，后于1989年迁至里昂。1997年，原沿塞纳河修建的工业铁路被改建成为法兰西岛有轨电车2号线。

## 地理

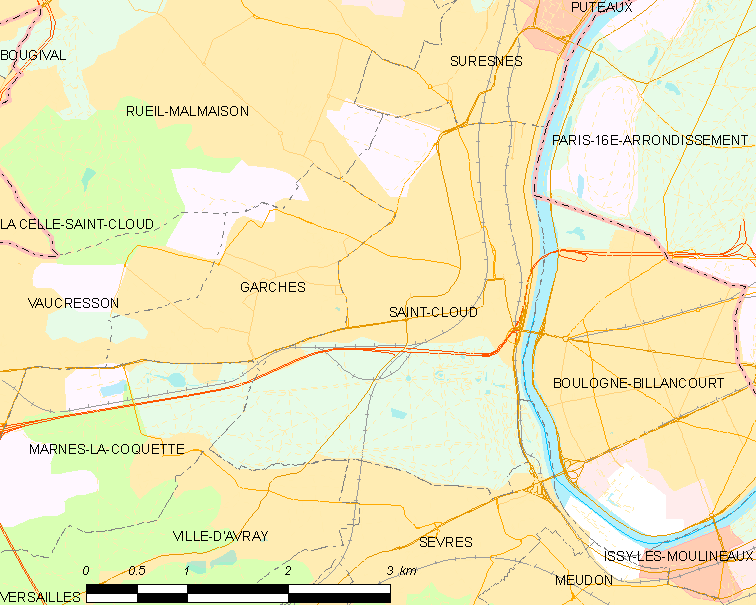
圣克卢市镇范围地图

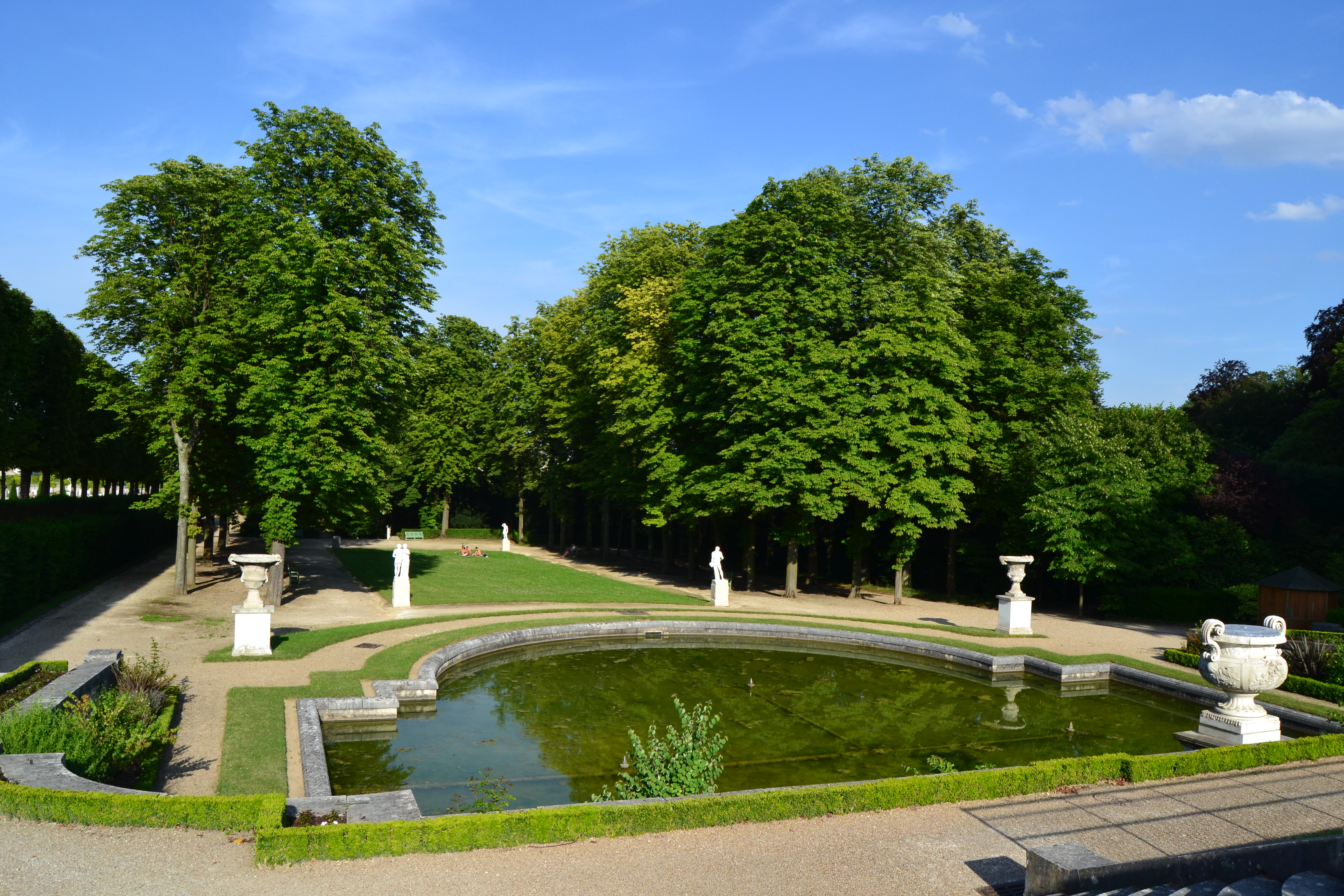
圣克卢公园一角

圣克卢位于法国中北部，法兰西岛大区中北部和上塞纳省中部，距离省会楠泰尔大约7公里。与圣克卢接壤的市镇包括：敘雷訥、巴黎、布洛涅-比扬古、塞夫尔、阿夫赖城、马尔讷拉科凯特、加尔什、吕埃-马尔迈松。

### 地形
圣克卢位于巴黎盆地内，塞纳河左岸的一处丘陵地带，境内以浅丘为主，地势自塞纳河畔向西侧抬升，部分区域有较为明显的起伏，全境海拔在28到164米之间。

### 水文
塞纳河干流自南向北流经境内东部，隔河与巴黎布洛涅树林相望。

### 植被
圣克卢属于温带阔叶混交林区，同名国家公园位于市区南部，是巴黎近郊的一块天然林地。阿夫尔花园（Jardin de l'Avre）、莱图尔讷罗什花园（Jardin des Tourneroches）等则是当地的主要城市绿地公园。
在鲜花城市的评比中，圣克卢被评为2星级鲜花城市。

### 气候
圣克卢在柯本气候分类法中属于温带海洋性气候。
距离圣克卢最近的常年气象站位于科隆布境内，以下为该气象站的数据（其中日照数据取自勒布尔歇）：
| 科隆布1981年－2019年 | 科隆布1981年－2019年 | 科隆布1981年－2019年 | 科隆布1981年－2019年 | 科隆布1981年－2019年 | 科隆布1981年－2019年 | 科隆布1981年－2019年 | 科隆布1981年－2019年 | 科隆布1981年－2019年 | 科隆布1981年－2019年 | 科隆布1981年－2019年 | 科隆布1981年－2019年 | 科隆布1981年－2019年 | 科隆布1981年－2019年 |
| 月份                 | 1月                  | 2月                  | 3月                  | 4月                  | 5月                  | 6月                  | 7月                  | 8月                  | 9月                  | 10月                 | 11月                 | 12月                 | 全年                 |
| -------------------- | -------------------- | -------------------- | -------------------- | -------------------- | -------------------- | -------------------- | -------------------- | -------------------- | -------------------- | -------------------- | -------------------- | -------------------- | -------------------- |
| 历史最高温 °C（°F）  | 16.2 (61.2)          | 21 (70)              | 25.5 (77.9)          | 31.1 (88.0)          | 35 (95)              | 37.9 (100.2)         | 40 (104)             | 40.9 (105.6)         | 34 (93)              | 30.9 (87.6)          | 22 (72)              | 17.5 (63.5)          | 40.9 (105.6)         |
| 平均高温 °C（°F）    | 7.6 (45.7)           | 8.8 (47.8)           | 12.7 (54.9)          | 16.2 (61.2)          | 20.1 (68.2)          | 23.2 (73.8)          | 25.8 (78.4)          | 25.5 (77.9)          | 21.7 (71.1)          | 16.8 (62.2)          | 11.2 (52.2)          | 7.9 (46.2)           | 16.5 (61.7)          |
| 日均气温 °C（°F）    | 5 (41)               | 5.6 (42.1)           | 8.7 (47.7)           | 11.5 (52.7)          | 15.3 (59.5)          | 18.3 (64.9)          | 20.6 (69.1)          | 20.3 (68.5)          | 17 (63)              | 13.1 (55.6)          | 8.3 (46.9)           | 5.5 (41.9)           | 12.4 (54.3)          |
| 平均低温 °C（°F）    | 2.4 (36.3)           | 2.4 (36.3)           | 4.7 (40.5)           | 6.8 (44.2)           | 10.5 (50.9)          | 13.4 (56.1)          | 15.4 (59.7)          | 15.2 (59.4)          | 12.2 (54.0)          | 9.3 (48.7)           | 5.5 (41.9)           | 3.1 (37.6)           | 8.4 (47.1)           |
| 历史最低温 °C（°F）  | −15 (5)              | −12 (10)             | −7 (19)              | −2 (28)              | 1.9 (35.4)           | 5.4 (41.7)           | 9 (48)               | 7.9 (46.2)           | 4.7 (40.5)           | −2.2 (28.0)          | −6.7 (19.9)          | −9.1 (15.6)          | −15 (5)              |
| 平均降水量 mm（）    | 49.6 (1.95)          | 41.4 (1.63)          | 46.9 (1.85)          | 46.9 (1.85)          | 63.7 (2.51)          | 51 (2.0)             | 58.3 (2.30)          | 50.2 (1.98)          | 48 (1.9)             | 61.4 (2.42)          | 48.1 (1.89)          | 57.5 (2.26)          | 623 (24.5)           |
| 月均日照時數         | 62                   | 75.1                 | 125                  | 165.8                | 193.3                | 206.9                | 215.7                | 206.2                | 160.2                | 111.2                | 65.1                 | 50.8                 | 1,637.3              |
| 来源：infoclimat.fr  |                      |                      |                      |                      |                      |                      |                      |                      |                      |                      |                      |                      |                      |

## 行政区划
圣克卢是法国法兰西岛大区上塞纳省的一个市镇，编号为92064，它也是上塞纳省的一个副省会。圣克卢隶属于楠泰尔区和上塞纳省第七选区，管理圣克卢县，同时也是大巴黎都会区以及西部巴黎-拉德芳斯公共土地集团的组成部分。
圣克卢市镇被划为六个街区，实行街区自治制度。
法国国家统计与经济研究所（简称）在进行数据统计时，将圣克卢及相邻的另外428个市镇设为巴黎城市核心区（2020年扩充至431个），并将包括核心区在内的周边共1,794个市镇划为巴黎城市区。自2020年起，巴黎城市区被包含1,949个市镇的巴黎城市辐射区代替。此外，还将圣克卢市镇分为了12个“块区”（IRIS），以便于统计人口分布情况。

## 交通

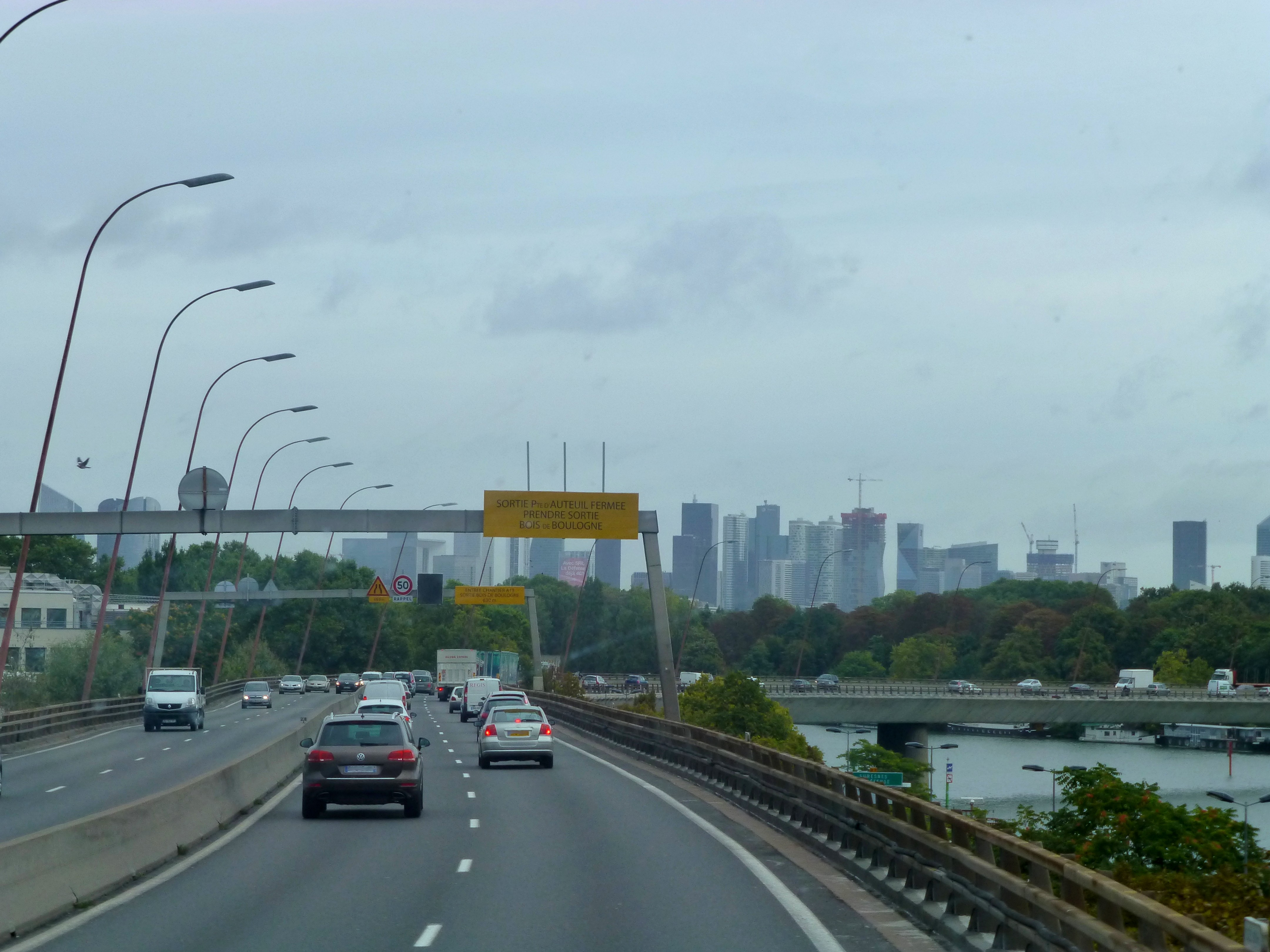
A13高速公路圣克卢高架桥

### 公路
A13高速公路经过圣克卢市区南部，通过3、4两个出入口连接市区。圣克卢境内的大部分道路已完成城市化改造，配有照明、排水、人行道等设施。
| 韦尔农 | 77 |

| 芒特拉若利 | 47 |

| 特拉普 | 21 |

| 巴黎 市政厅 | 14 |

| 巴黎 欧特伊门 | 4 |

| 布洛涅-比扬古 | 2 |

| 楠泰尔 | 6.5 |

| 凡尔赛 | 9 |

| 吕埃-马尔迈松 | 5 |

| 圣日耳曼昂莱 | 14 |

| 塞纳河畔讷伊 | 8 |

| 伊西莱穆利诺 | 5 |

2018年，67%的圣克卢家庭拥有至少一辆私人汽车。2019年，圣克卢境内共发生各类交通事故89起，造成100人受伤。

### 铁路
圣克卢位于巴黎－凡尔赛铁路和圣克卢－圣农拉布勒泰什铁路的交汇处。圣克卢站位于市区东部，停靠法兰西岛大区列车L线和U线。

### 航空
距离圣克卢最近的民用航空站为巴黎-奥利机场，距离圣克卢市中心的公路里程约24公里。

### 城市公共交通
法兰西岛大区列车L线和U线经过圣克卢境内并设有圣克卢站。2019年，该站的进站客流为4,961,718人次。此外，还有十余条公交线路经过圣克卢境内。
| 途经圣克卢境内的主要公共交通线路 |            | |
| 类型                             | 运营商     | 线路 |
| 城铁                             |            | ：巴黎圣拉扎尔站 ↔ 拉德芳斯站 ↔ 金谷站 ↔ 圣克卢站 ↔ 凡尔赛右岸站 / 圣农拉布雷泰什站 ：拉德芳斯站 ↔ 圣克卢站 ↔ 凡尔赛右岸站 ↔ 伊夫林地区圣康坦站 ↔ 拉韦里耶尔站 |
| 有轨电车                         | RATP       | ：伯宗桥站 ↔ 拉德芳斯站 ↔ 莱科托站 ↔ 莱米隆站 ↔ 圣克卢公园站 ↔ 塞夫勒桥站 ↔ 伊西塞纳河谷站 ↔ 凡尔赛门站 |
| 公共汽车                         | RATP       | 52：歌剧院 ↔ 帕西 ↔ 欧特伊门 ↔ 布洛涅-让·饶勒斯 ↔ 布洛涅-圣克卢桥 ↔ 圣克卢公园 72：歌剧院 ↔ 沙特雷 ↔ 圣克卢门 ↔ 布洛涅-圣克卢桥 ↔ 圣克卢公园 126：圣克卢公园 ↔ 布洛涅-圣克卢桥 ↔ 马塞尔·桑巴 ↔ 伊西-塞纳河谷站 ↔ 旺沃行政中心 ↔ 奥尔良门 144：拉德芳斯 ↔ 叙雷讷-隆尚 ↔ 金谷 ↔ 吕埃城 ↔ 快铁吕埃-马尔迈松站 160：布洛涅-圣克卢桥 ↔ 圣克卢公园 ↔ 圣克卢火车站 ↔ 金谷 ↔ 瓦莱里安山 ↔ 楠泰尔-铁球广场 ↔ 快铁楠泰尔城站 175：阿涅尔-加布里埃尔·佩里 ↔ 库尔伯瓦-市政厅 ↔ 皮托桥-医院 ↔ 叙雷讷桥 ↔ 隆尚大街 ↔ 圣克卢公园 ↔ 布洛涅-圣克卢桥 ↔ 马塞尔·桑巴 ↔ 圣克卢门 241：欧特伊门 ↔ 叙雷讷-隆尚 ↔ 金谷 ↔ 快铁吕埃-马尔迈松站 244：欧特伊门 ↔ 叙雷讷-隆尚 ↔ 金谷 ↔ 吕埃城 ↔ 快铁吕埃-马尔迈松站 360：拉德芳斯 ↔ 皮托-羊圈集市 ↔ 瓦莱里安山 ↔ 金谷 ↔ 圣克卢教堂 ↔ 加尔什市政府 ↔ 加尔什医院 459：圣克卢火车站 ↔ 上吕埃 460：布洛涅-甘必大 ↔ 布洛涅-圣克卢桥 ↔ 圣克卢公园 ↔ 圣克卢火车站 ↔ 勒克莱尔将军 ↔ 加尔什市政府 ↔ 加尔什医院 ↔ 沃克勒松火车站 ↔ 拉塞勒-圣克卢火车站 467：快铁吕埃-马尔迈松站 ↔ 吕埃城 ↔ 塔埃尔 ↔ 勒克莱尔将军 ↔ 圣克卢火车站 ↔ 圣克卢公园 ↔ 布洛涅-圣克卢桥 ↔ 塞夫勒桥 471：莱科托站 ↔ 金谷 ↔ 圣克卢火车站 ↔ 勒克莱尔将军 ↔ 阿夫赖城教堂 ↔ 上塞纳门 ↔ 凡尔赛-右岸火车站 |
| 公共汽车                         | Hourtoule  | 15：布洛涅-圣克卢桥 ↔ 圣克卢公园 ↔ 普莱西尔-莱加蒂讷工业区 |
| 公共汽车                         | Argenteuil | 40：叙雷讷-蓬皮杜 ↔ 叙雷讷-隆尚 ↔ 金谷 ↔ 圣克卢教堂 ↔ 上吕埃 ↔ 玛德莲·达尼埃卢 |
| 公共汽车                         | (N)        | N53：巴黎圣拉扎尔站 ↔ 金谷 ↔ 楠泰尔城站 |
| 1.                               |            | |

## 政治

### 市政内阁
圣克卢的现任市长为埃里克·贝尔多阿蒂先生，他是一名右翼无党派人士，在2020年的市政选举中获得了56.69%的支持率。
| 圣克卢历届市长 | 圣克卢历届市长                          | 圣克卢历届市长                                |
| 任期           | 市长                                    | 党派                                          |
| -------------- | --------------------------------------- | --------------------------------------------- |
| 1945年－1971年 | Francis Chaveton 弗朗西斯·沙沃通        | CD法国民主中心                                |
| 1971年－1992年 | Jean-Pierre Fourcade 让-皮埃尔·富尔卡德 | RI独立激进党 →UDF法国民主联盟 →PR法国共和人党 |
| 1992年－2005年 | Bertrand Cuny 贝尔特朗·屈尼             | UDF法国民主联盟 →UMP人民运动联盟              |

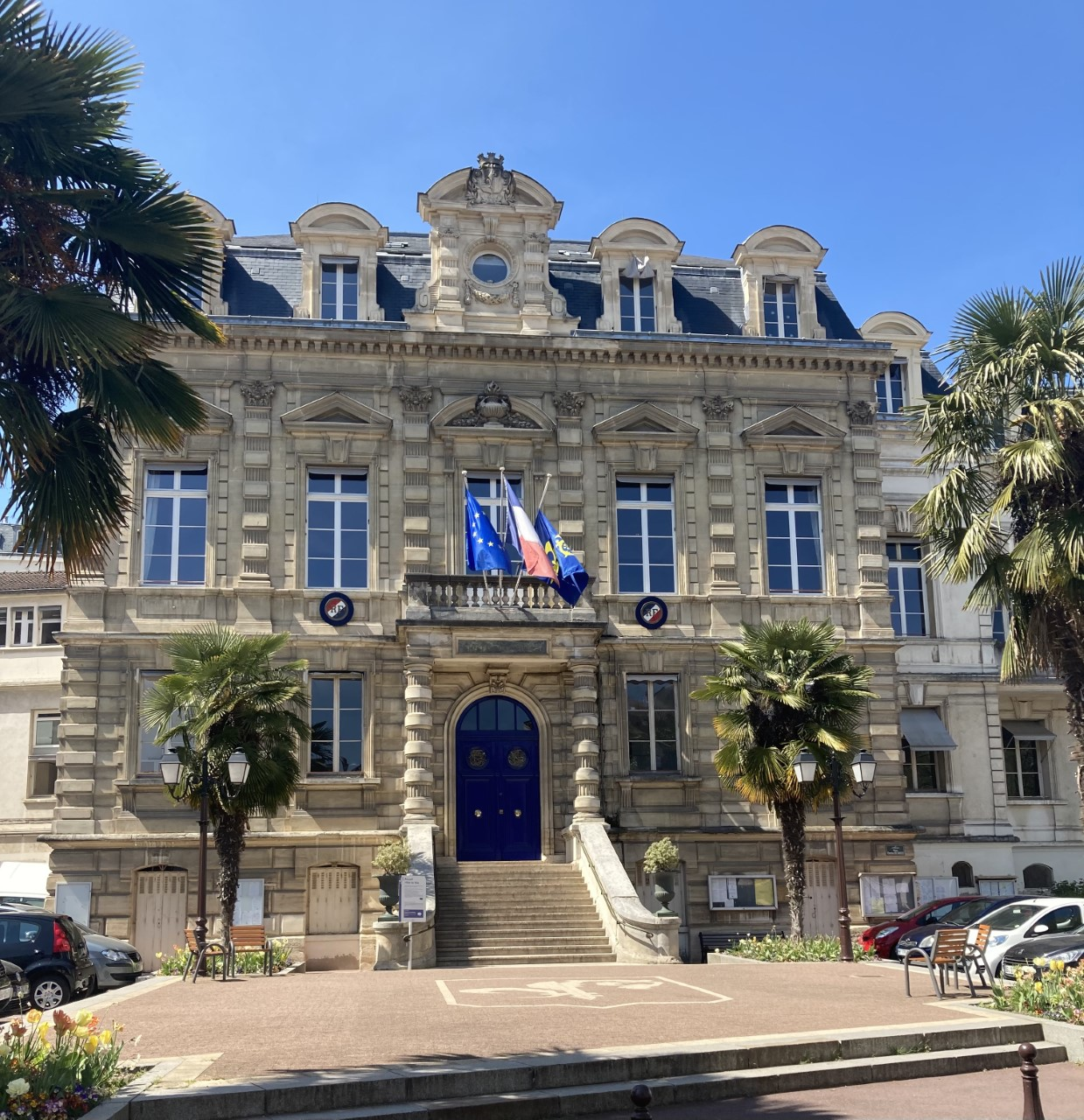
圣克卢市政厅

| 2005年－       | Éric Berdoati 埃里克·贝尔多阿蒂         | UMP人民运动联盟 →LR共和黨 →DVD右翼无党派人士  |

### 各级选举
| 圣克卢历届投票选举结果 | 圣克卢历届投票选举结果 | 圣克卢历届投票选举结果 | 圣克卢历届投票选举结果 | 圣克卢历届投票选举结果      | 圣克卢历届投票选举结果 | 圣克卢历届投票选举结果 | 圣克卢历届投票选举结果      | 圣克卢历届投票选举结果 | 圣克卢历届投票选举结果 |
| 选举项目               | 选举范围               | 选区单位               | 选举结果               | 选举结果                    | 选举结果               | 选举结果               | 选举结果                    | 选举结果               | 参考资料               |
| 选举项目               | 选举范围               | 选区单位               | 第一轮胜出者           | 第一轮胜出者                | 支持率                 | 第二轮胜出者           | 第二轮胜出者                | 支持率                 | 参考资料               |
| ---------------------- | ---------------------- | ---------------------- | ---------------------- | --------------------------- | ---------------------- | ---------------------- | --------------------------- | ---------------------- | ---------------------- |
| 2017年法國總統選舉     | 法國                   | 市镇                   |                        | 弗朗索瓦·菲永               | 45.92%                 |                        | 埃马纽埃尔·马克龙           | 85.38%                 | [ 31 ]                 |
| 2017年法国立法选举     | 上塞纳省第七选区       | 市镇                   |                        | 雅克·马里洛西安             | 43.11%                 |                        | 雅克·马里洛西安             | 50.42%                 | [ 31 ]                 |
| 2019年欧洲议会选举     | 法國                   | 市镇                   |                        | Renaissance                 | 42.45%                 | （不适用）             | （不适用）                  | （不适用）             | [ 31 ]                 |
| 2021年法国省级选举     | 上塞纳省               | 县                     |                        | BECART Jeanne BERDOATI Eric | 49.41%                 |                        | BECART Jeanne BERDOATI Eric | 66.58%                 | [ 32 ]                 |
| 2021年法国省级选举     | 上塞纳省               | 市镇                   |                        | BECART Jeanne BERDOATI Eric | 52.18%                 |                        | BECART Jeanne BERDOATI Eric | 67.38%                 | [ 32 ]                 |
| 2021年法国大区选举     | 法蘭西島大區           | 市镇                   |                        | 瓦莱丽·佩克雷斯             | 51.1%                  |                        | 瓦莱丽·佩克雷斯             | 61.9%                  | [ 33 ]                 |

## 人口
2018年，圣克卢市镇人口数量为30,038，在法国排名第276位。其中男性14,527人，女性15,511人，75岁及以上人口占7.4%，外籍人口数量为6,785人，人口密度为3,973人/平方公里，当地居民被称为（男性）或（女性）。2019年，圣克卢境内出生347人，死亡人口221人。
| 圣克卢1901年－2019年人口变化情况 |
|                                  |
| 数据来源：Cassini、INSEE         |

## 经济

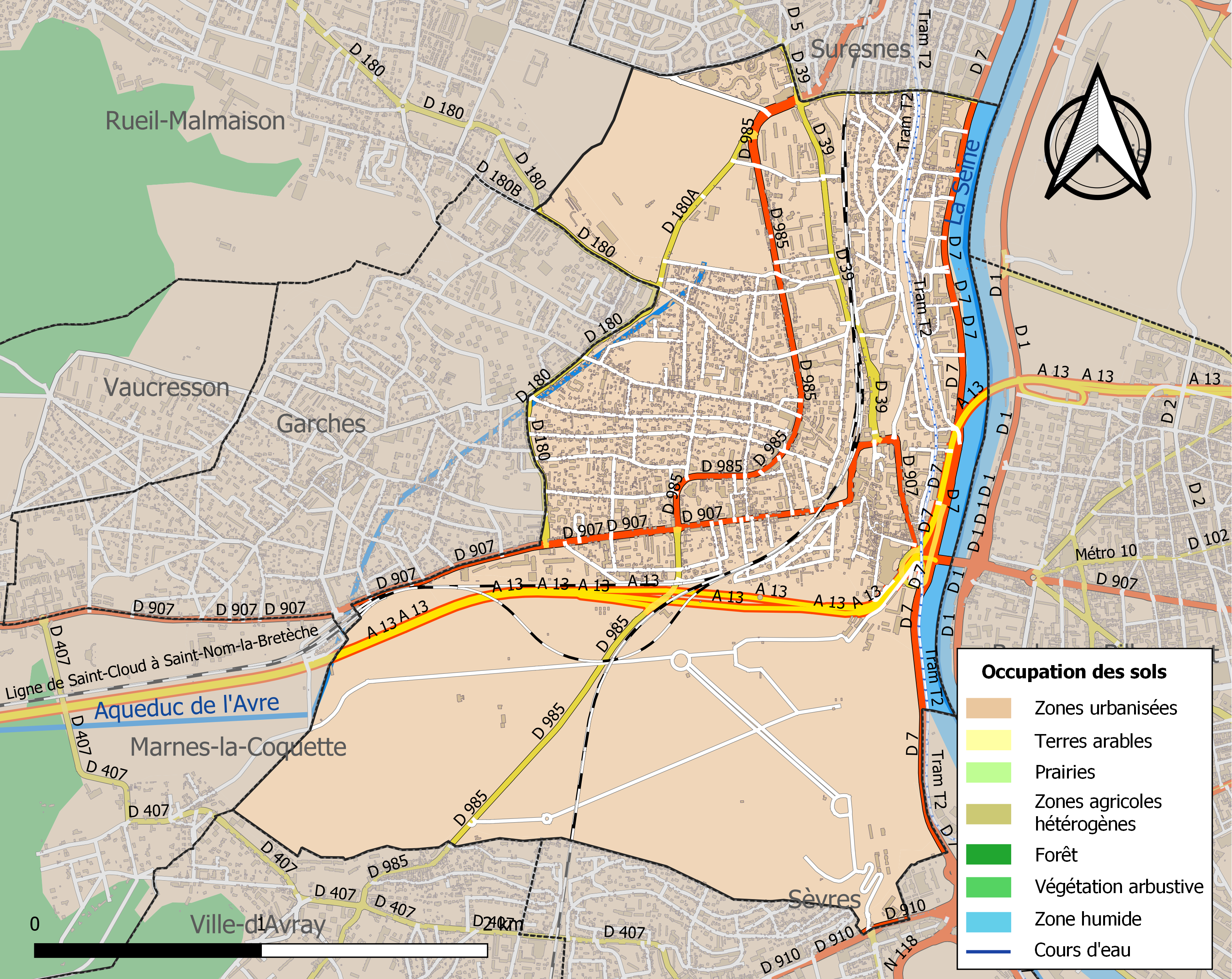
圣克卢土地利用情况地图

圣克卢是巴黎西部的一个近郊卫星城。截止2022年2月，圣克卢市镇范围内共有各类用人单位（包含自雇）6,644家，平均历史为15年，其中97.72%为中小型企业（PME）。（外科手术器械）、（工业设备销售）及（医药）是当地2020年营业额最高的三个企业，分别为367,349,202欧元、291,660,857欧元和133,610,652欧元。

## 财政与居民收入
2020年，圣克卢的财政收入总额为50,682,500欧元，财政支出总额为47,716,300欧元，当年的债务总额为29,952,800欧元。2021年，圣克卢共获得1,015,119欧元的国家财政补助，比上一年减少了25.41%。
2019年，圣克卢的人均月收入总额为5,340欧元，其中高级职员为6,788欧元，高于法国平均水平（4,230欧元）；中级职员为2,921欧元，高于法国平均水平（2,411欧元）；普通职员为2,109欧元，亦高于法国平均水平（1,740欧元）。
2018年，圣克卢境内的青壮年（15至64岁）失业率为8.1%，当地75%的家庭拥有纳税资格，平均纳税17,018欧元，高于法国平均水平（3,910欧元）。

## 社会事务

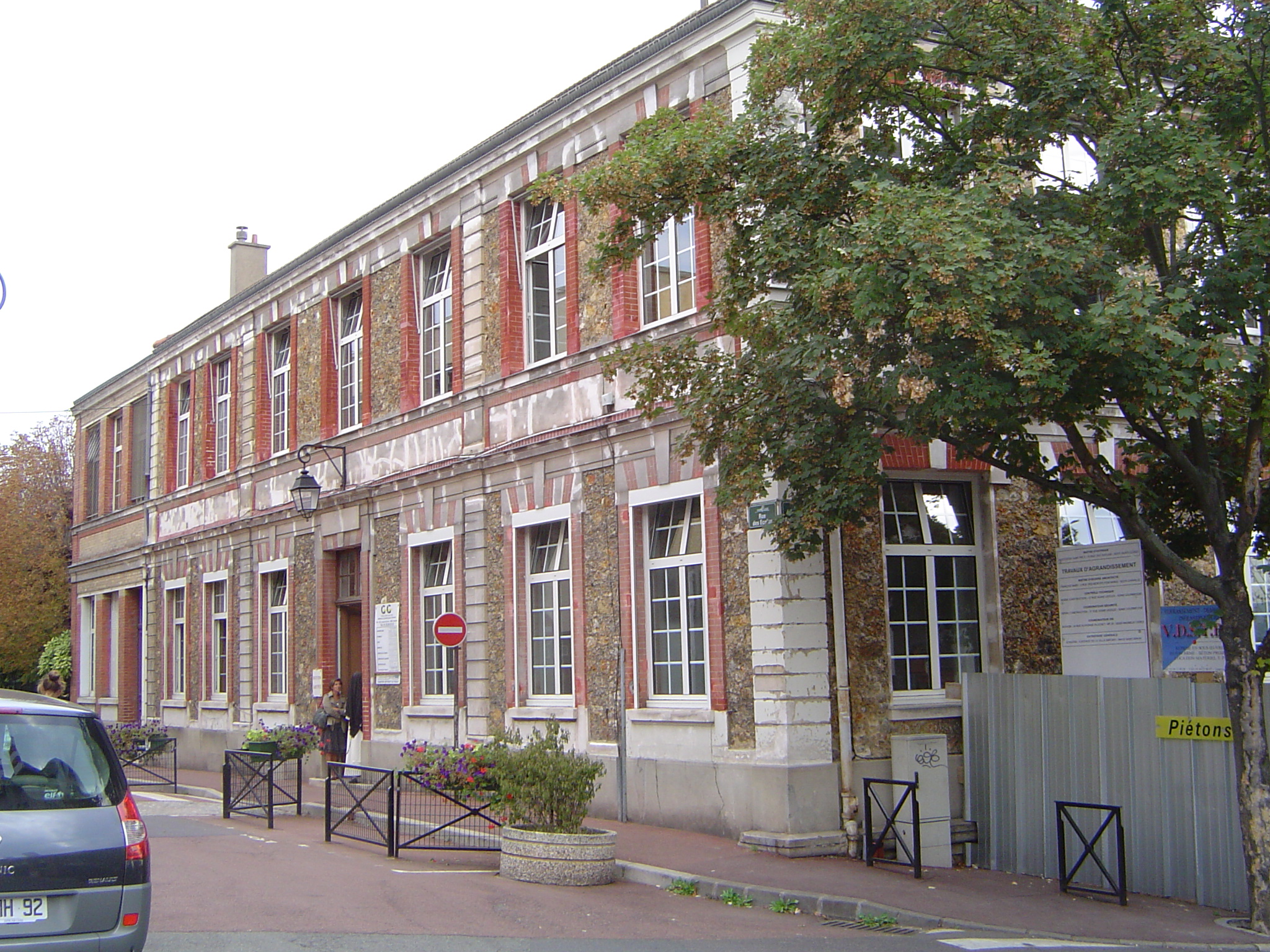
圣克卢的一所学校

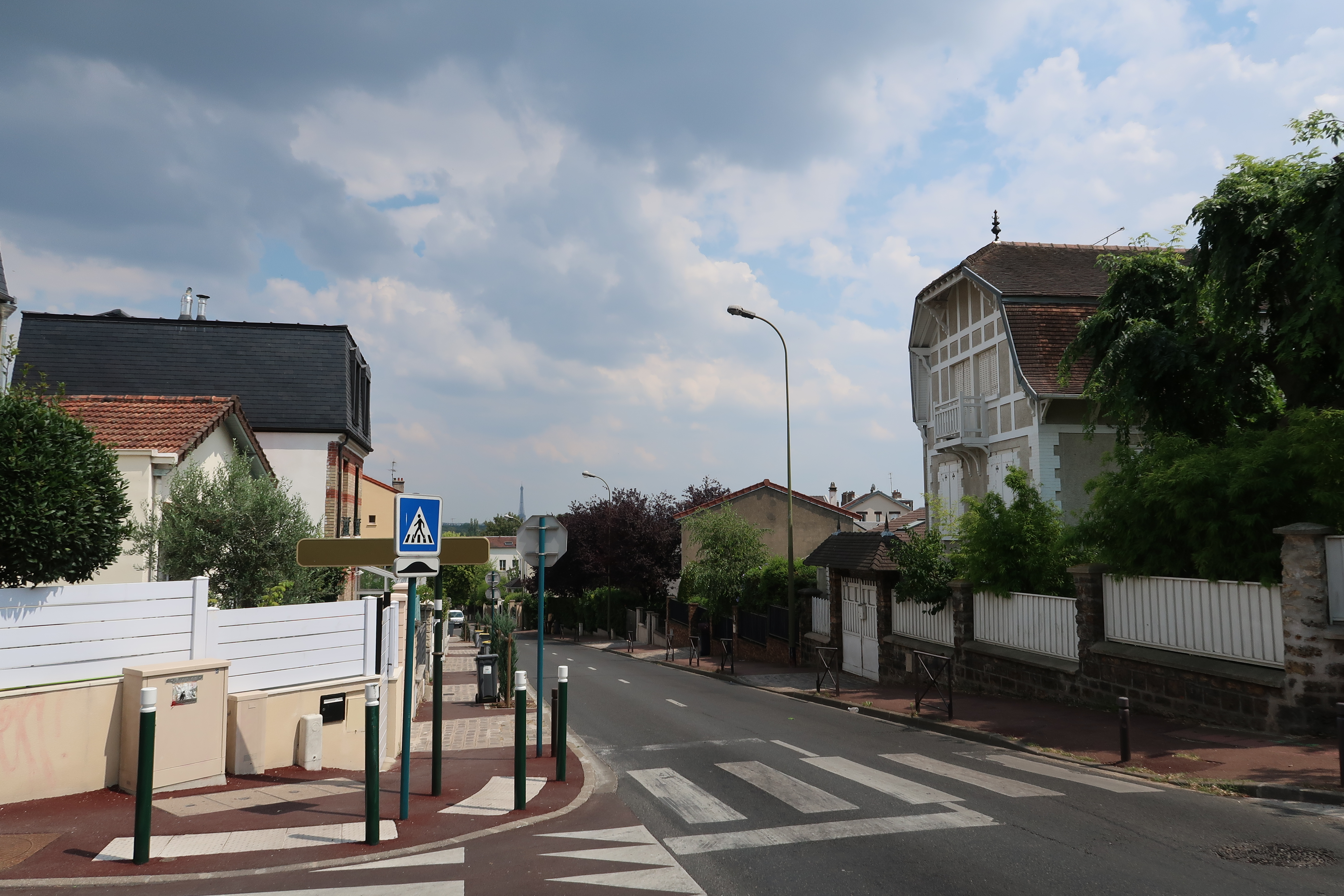
金谷街附近的居民区

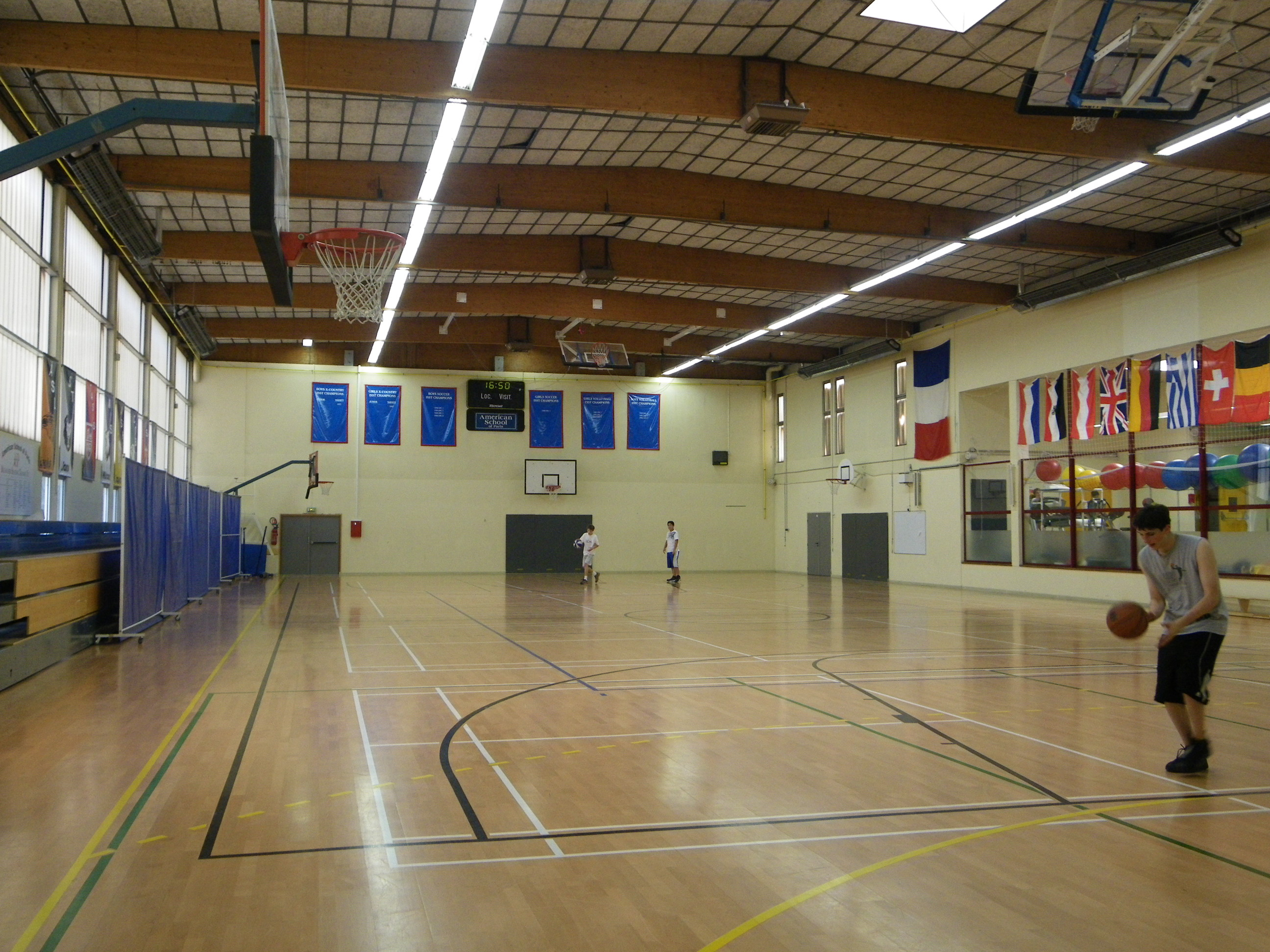
圣克卢的一处体育馆

### 教育
圣克卢属于凡尔赛学区。截止2020年1月1日，圣克卢境内共有5所幼儿园、10所小学、4所初级中学和4所普通高中。2018至2019学年度，圣克卢境内共有在校中等教育阶段学生4,033名。
在高等教育方面，巴黎第十大学在圣克卢设有一个校区，其下属的图书管理系在此授课。

### 医疗
截止2020年1月1日，圣克卢境内共有全科医生21名、保健师40名、牙医22名、护士17名、耳科医生4名、眼科医生4名、皮肤科医生1名、助产士5名、儿科医生3名和妇科医生3名。境内共有药房8家、养老院4家、残疾人帮扶中心8家。
四城中心医院（Centre hospitalier des Quatre Villes）是法国的一个区域性医疗机构，其下属的圣克卢主病区设有床位172个，是当地规模最大的公立综合性医院。

### 住房
2018年，圣克卢境内共有各类住房14,383套，其中14%为独立式居民区，82.7%为集中式居民区。常住房屋占圣克卢市镇范围内居民建筑总量的89.4%。
在住房保障政策方面，2020年，圣克卢境内共有1,215户家庭获得了住房经济补助，受益人数占总人口数量的4%，其中1,203份为房租补助。

### 商业
2019年，圣克卢境内共有各类实体商铺541家，其中餐厅94家、大型超市5家、杂货店7家、面包房12家、肉铺3家、书店10家、装饰品店3家、银行门店15家、美容美发店27家、汽车维修店16家。市区内有Lidl、Aldi、Monoprix等便民超市。

### 体育
2020年，圣克卢境内共有2家游泳池、9间体育馆、1座综合体育场、65处网球场、5处足球或橄榄球场以及3处篮球或排球场。
截至2022年2月，圣克卢境内共有家注册足球俱乐部。圣克卢足球俱乐部（Football Club de Saint-Cloud，编号500622）是当地的代表性足球队，其主队2021至2022赛季参加上塞纳省足球联赛甲组（法国第九级别），其主场马尔蒂娜·塔科尼球场（Stade Martine Tacconi）位于市区东部的塞纳河畔。

### 环境
圣克卢的环境事务由其所属的法兰西岛大区、大巴黎都会区、西部巴黎-拉德芳斯公共土地集团以及当地市政府共同协调负责。2019年，圣克卢境内共有2家污染企业。

### 治安
2019年，圣克卢市镇范围内有1处派出所。2020年，圣克卢警区辖区内共4个市镇累计发生各类案件2,676起，其中盗窃类案件1,613起，经济类案件494起，毒品交易类案件68起。

## 文化
2020年，圣克卢境内共有1家剧场、1家电影院和2家博物馆。圣克卢市政府提供多媒体中心，每周二至六向公众开放。

### 建筑
圣克卢境内有多处历史建筑，其中圣克洛铎堂、圣克卢跑马场等为法国国家文物保护单位。

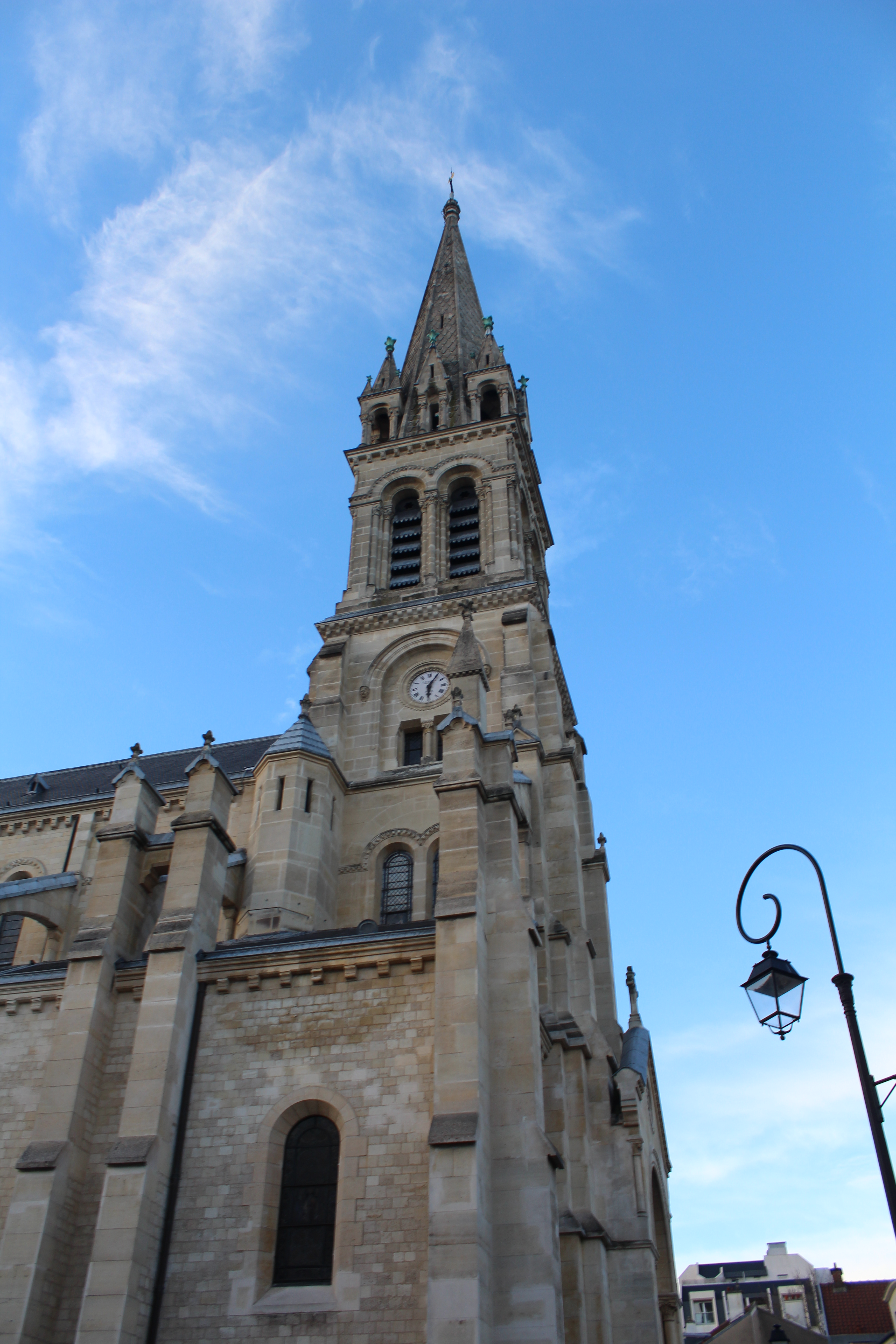
圣克洛铎堂
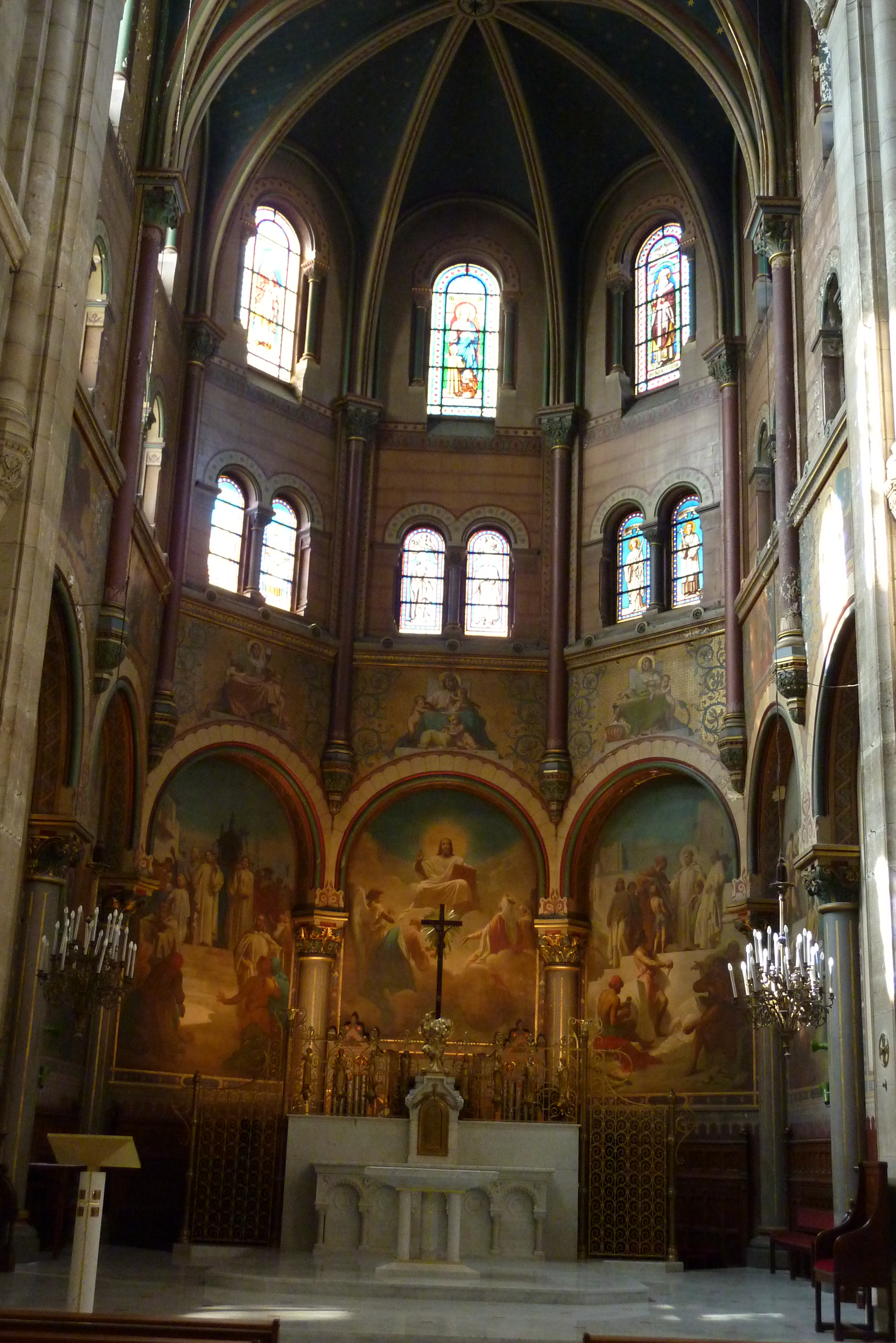
教堂大厅
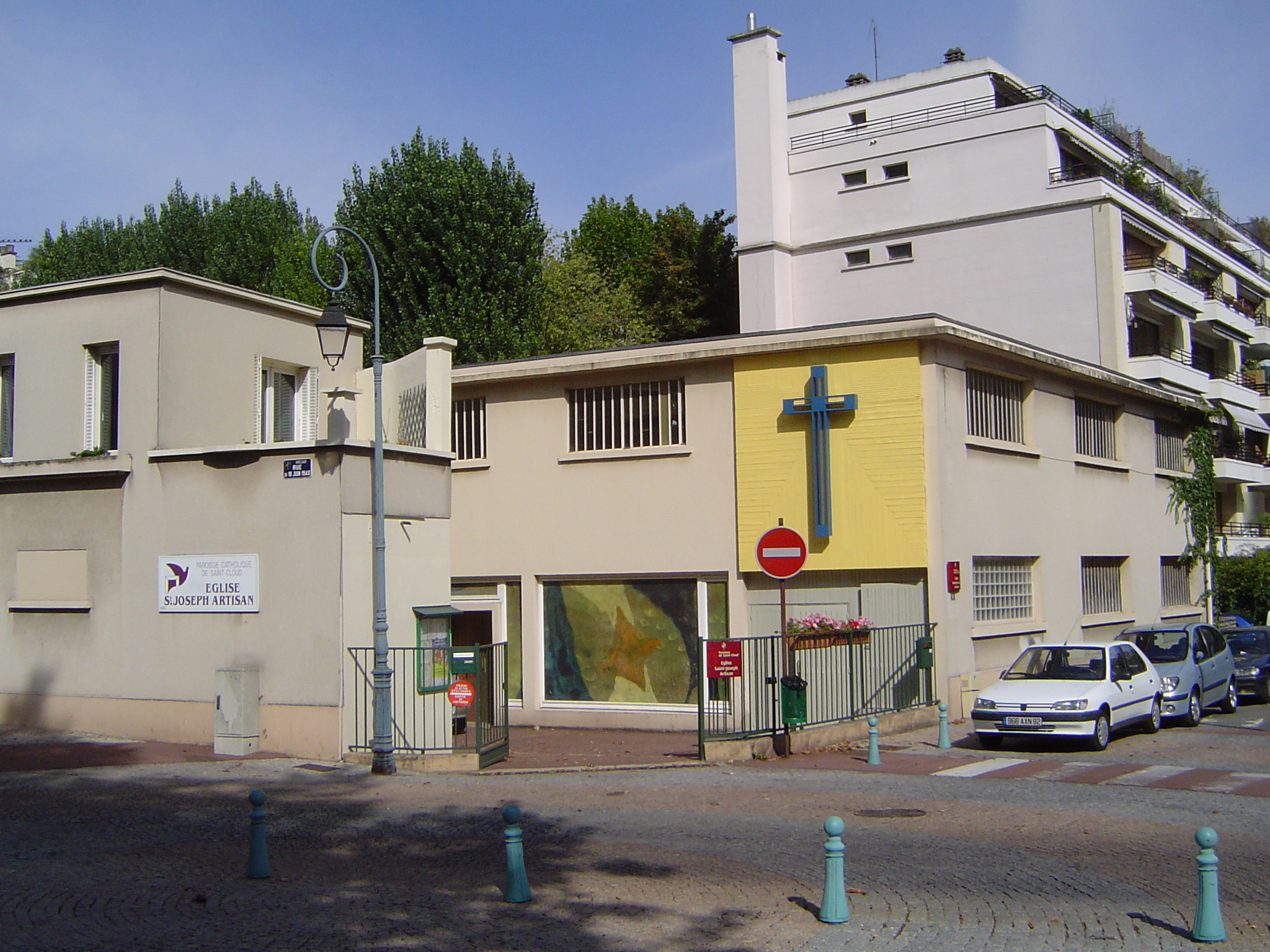
圣若瑟堂
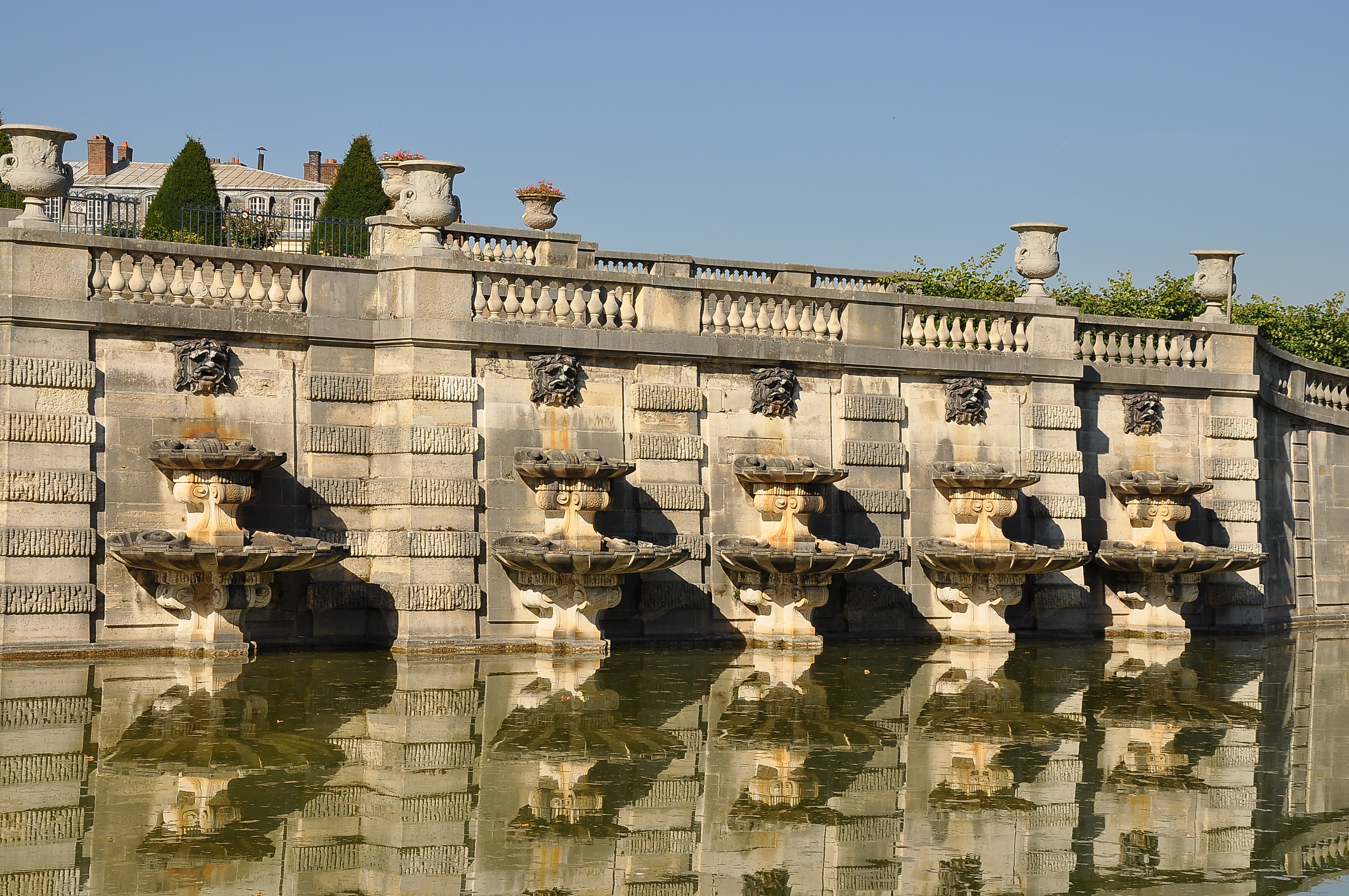
铁马塘
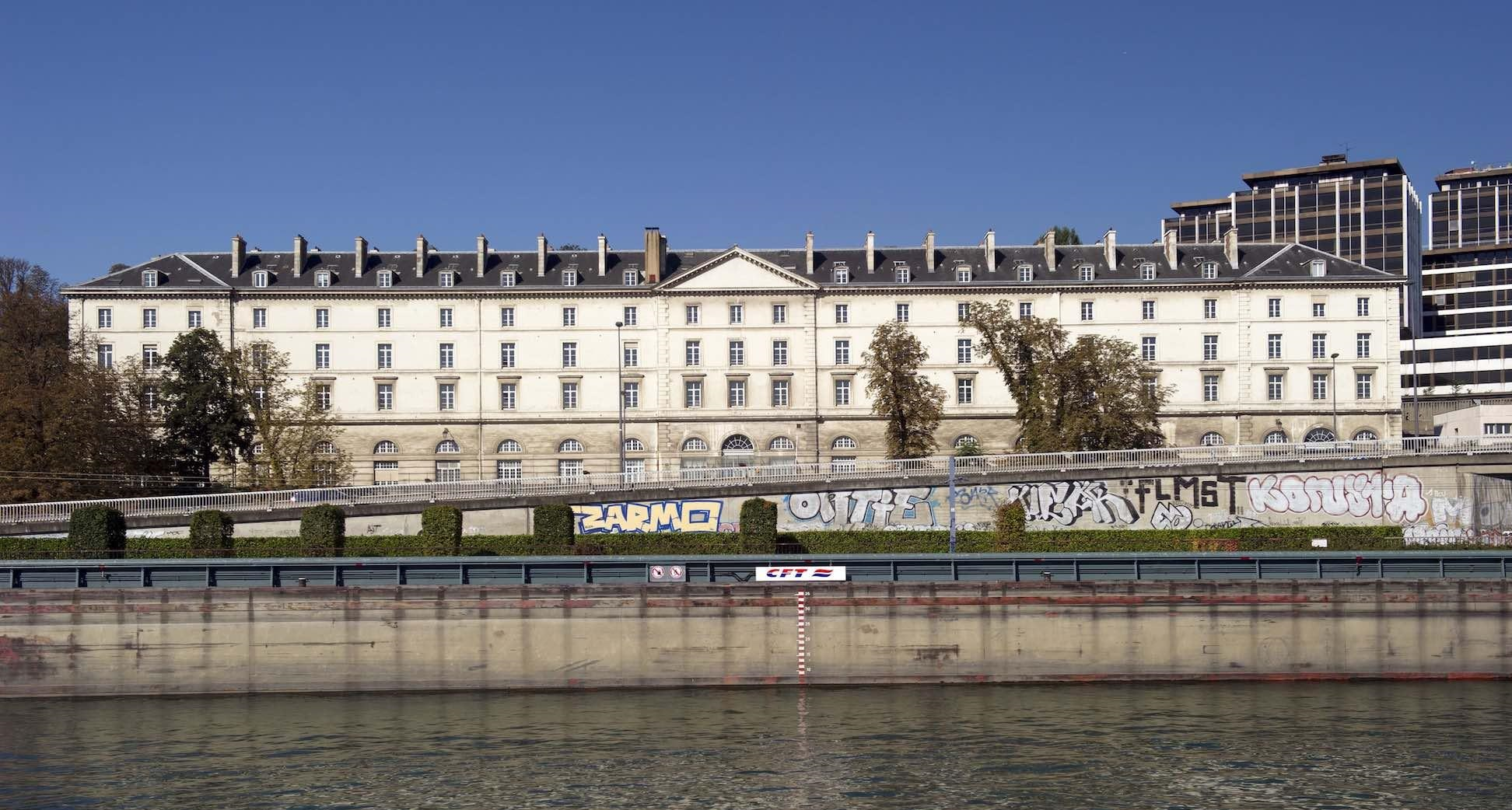
博物馆
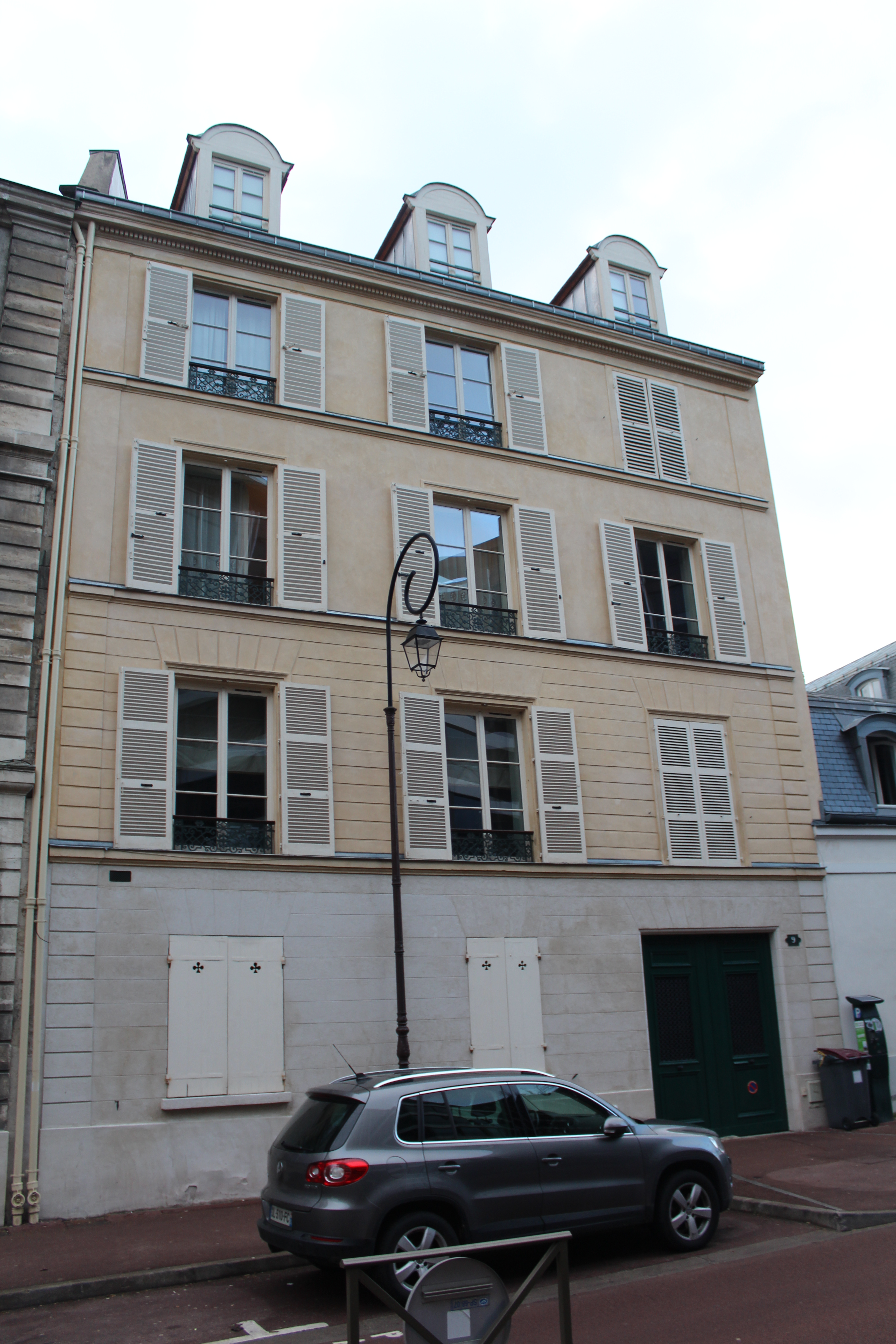
传统民居
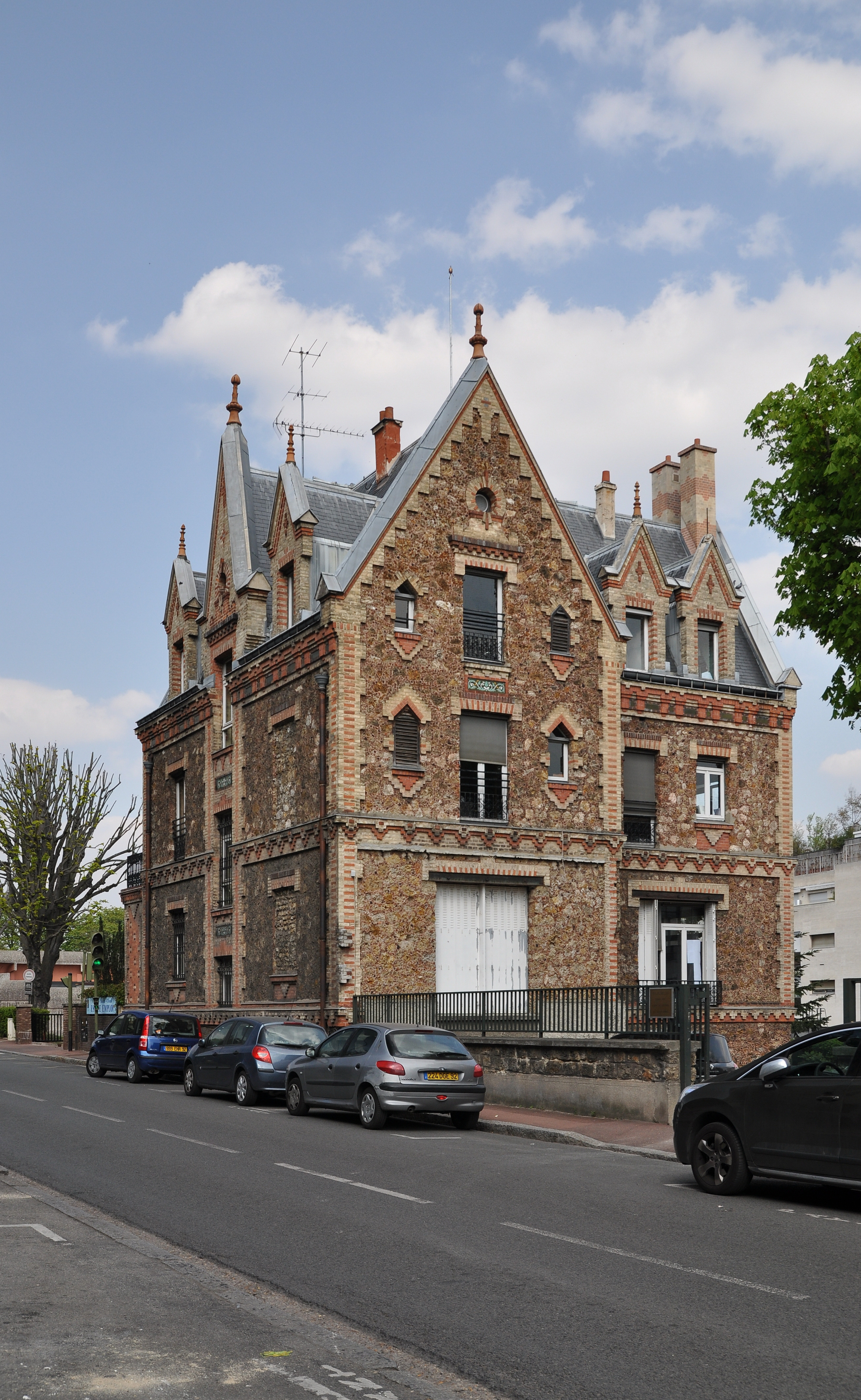
私宅
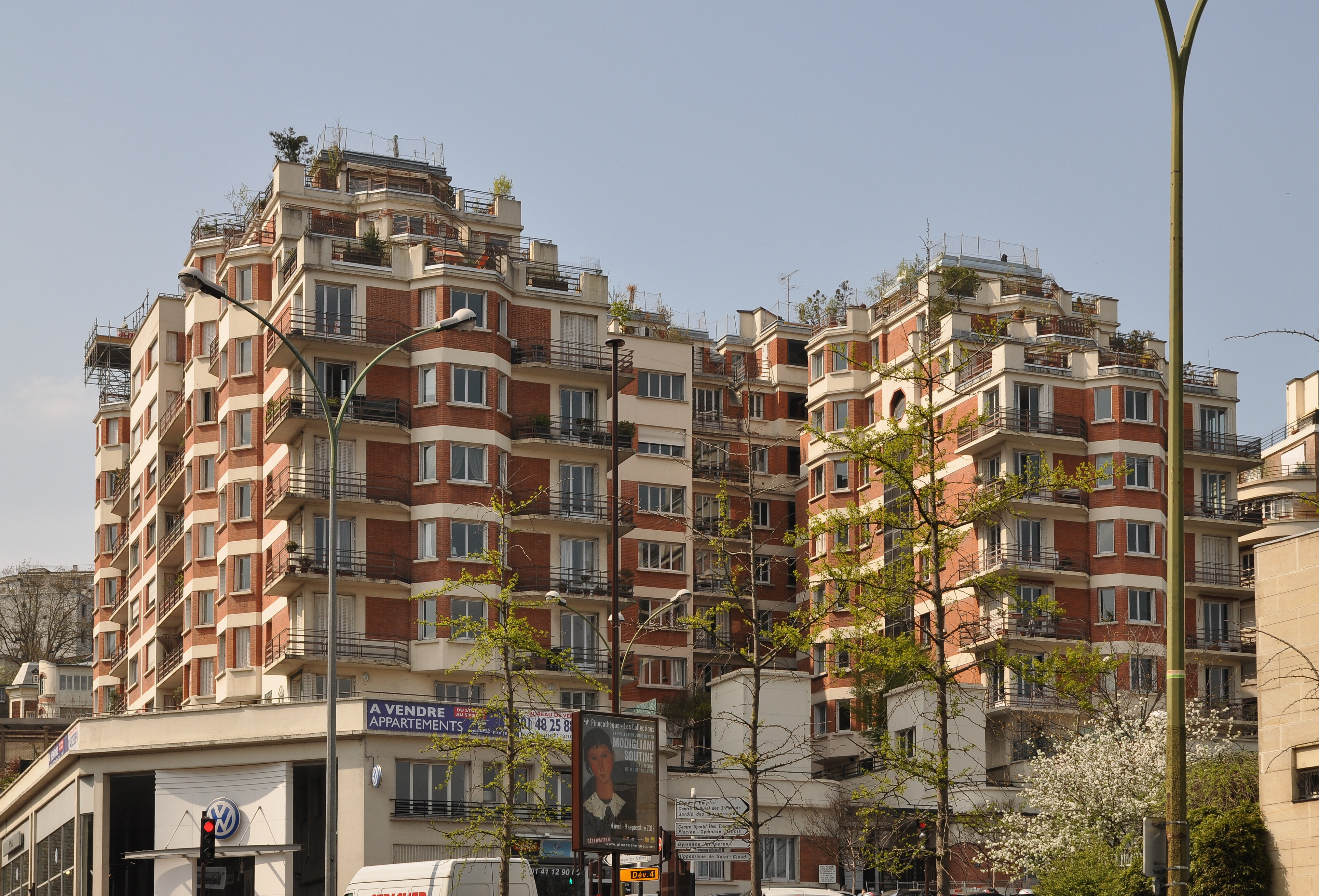
公寓楼

### 旅游
圣克卢的旅游事务由其所属的西部巴黎-拉德芳斯公共土地集团负责。2021年，圣克卢境内共有4家酒店共计148间房间。

### 媒体
法国主要的媒体均可在圣克卢接收，法国电视三台下属的法兰西岛大区频道在部分时段播出圣克卢所属的上塞纳省的地方新闻。

## 友好城市
截至2022年2月，圣克卢共与五座城市互为友好城市关系：
- 德国 巴特戈德斯贝格
- 西班牙 博阿迪利亚-德尔蒙特
- 比利时 科特赖克
- 英格兰 温莎-梅登黑德
- 義大利 弗拉斯卡蒂